# زيركي
زيركي (بالفارسية: زیرکی) هي قرية وعاصمة مقاطعة راغستان في ولاية بدخشان في شمال شرق أفغانستان.